# Tijs Vanneste
Tijs Vanneste (Dessel, 5 juli 1979), is een Belgische zanger en tatoeëerder. Hij is bekend onder alias Jef Van Echelpoel die deel uitmaakt van het muziekduo Van Echelpoel. Vanneste gebruikte zijn verzonnen alias al sinds zijn jeugd; vooral wanneer hij op het matje werd geroepen.

## Biografie
Vanneste volgde Kunstsecundair onderwijs aan het Heilig Grafinstituut in Turnhout. Hij studeerde later zelf Regentaat Plastische opvoeding.
Hij studeerde zowel in Breda als in Gent.
Hij werkte in de gevangenis van Merksplas als creatief therapeut. Nadien was hij jarenlang leerkracht plastische kunsten.  Hij koos rond zijn dertigste voor een andere carrière als zelfstandige. Vanneste werd professioneel tatoeëerder en zette onder meer tatoeages bij Tom Boonen en Ben Segers.
Vanneste zong bij de metalband Oceans of Sadness, die bestond van 1995 tot 2011 en die onder meer zesmaal optrad op de Desselse Graspop Metal Meeting, waaronder een eenmalig reünieoptreden in 2015. Hij zong nadien bij de melodieuze rockband The Searching die het album Closure uitbracht.
Eind 2016 had hij met de pretgroep Van Echelpoel een nummer 1-hit met het elektropopnummer Ziet em duun. Ook de volgende nummers werden nummer 1-hits in de Vlaamse top 10.
In 2017 was hij een van de deelnemers van De Slimste Mens ter Wereld.
In april en mei 2021 werd op één het programma "De Kemping" uitgezonden. Het humaninterestprogramma van Vanneste in productie van De chinezen volgt Vanneste en negen langdurig werkzoekende jongeren die in de zomer van 2020 een zomercamping opbouwden en uitbaatten. De bijhorende vzw De Kemping wil kwetsbare jongeren helpen om werkervaring op te doen en hen zo opnieuw structureel aan het werk te krijgen.
In 2021 bracht hij het Nederlandstalige album Hier Is't Goed uit. In het voorjaar van 2022 werd het tweede seizoen van De Kemping uitgezonden, dit werd opgenomen tijdens de zomer van 2021 op een tijdelijke camping in Dessel. Tijdens de opnames componeerde Vanneste enkele liedjes en in maart 2022 volgde hieruit het album Wildgroei (Kempingverhalen). Hij treedt in 2022 en 2023 op met Tijs Vanneste & De Pelikanen met muzikanten Mario Goossens, Paul Van Bruystegem, Karel Van Mileghem, Serge Feys, Jan Oelbrandt, Sam Vloemans en Andries Boone. 
Voor het tv-programma 'Meneer Vanneste', dat eind mei 2022 uitgezonden werd op één, werd hij gevolgd terwijl hij enkele maanden les gaf in het secundair onderwijs. 
In het najaar van 2023 werd De tattoo shop uitgezonden op VRT Canvas. Een programma waarin Vanneste gefilmd wordt terwijl hij tatoeërt en met zijn klanten praat over de betekenis van hun tatoeage.

## Privé
Vanneste heeft een relatie met Lisse Habraken. Het koppel heeft twee kinderen.